# Kurilabyssia
Kurilabyssia is een geslacht van weekdieren uit de klasse van de Gastropoda (slakken).

## Soorten
- Kurilabyssia antipodensis B. A. Marshall, 1986
- Kurilabyssia squamosa Moskalev, 1976